# Diabli Kamień (Szczyrzyc)
Diabli Kamień lub Diabelski Kamień – potężny głaz (ławica piaskowca), znajdujący się u wschodnich podnóży góry Grodzisko w Beskidzie Wyspowym w województwie małopolskim. Różne informacje co do jego lokalizacji wynikają z faktu, że obecnie przez miejsce to przebiega granica między Krzesławicami, a Poznachowicami Górnymi (powiat myślenicki), a także 160 m dalej granica Pogorzan, około 280 m granica wsi Góra Świętego Jana, a w odległości około 1 km granica Szczyrzyca (powiat limanowski).

## Opis głazu
Znajduje się blisko (5 min. marszu) drogi łączącej Raciechowice ze Szczyrzycem – na wzgórzu – na granicy lasu z polami uprawnymi. Jest pomnikiem przyrody nieożywionej. Położony jest na wysokości około 325 m n.p.m., ma 65 m długości, 12 m szerokości i 17–25 m wysokości. Od zachodniej strony ma wysoką, znacznie wychyloną od pionu ścianę, pod którą można schronić się w czasie deszczu. Nie jest jednolitą bryłą – posiada liczne wnęki, wyżłobienia, spękania, a na szczycie niewielkie wgłębienia, w których gromadzi się woda po deszczu. Szczyt, na który da się wejść od południowej strony, zwieńczony jest metalowym, zabetonowanym krzyżem. Również w pobliżu Diablego Kamienia, na polu po jego zachodniej stronie stoi duży drewniany krzyż.
Zbudowany jest ze średnio i gruboziarnistych piaskowców ciężkowickich przegradzających pstre łupki będące bardziej podatne na wietrzenie. Według Mieczysława Klimaszewskiego Diabli Kamień został odcięty od strony południowej i północnej przez potoki, zaś od strony wschodniej i zachodniej został wypreparowany z otaczających go łupków przez denudację. Reszta dokonała się w wyniku wietrzenia.

## Pustelnia przy Diablim Kamieniu
Diabli Kamień był i jest popularnym celem turystycznym. O jego dużej atrakcyjności stanowił nie tylko sam kamień, ale również fakt, że od 1810 do 1995 r. w pustelni obok niego mieszkali pustelnicy z klasztoru cystersów w Szczyrzycu. Łącznie było ich 13. Ostatni, Zygmunt Młynek, mieszkał w niewielkiej pustelni o wymiarach ok. 2 × 2,5 m, na placyku pod wschodnią ścianą kamienia. Spał w otwartej trumnie, hodował pszczoły, kozy, zajmował się malarstwem i rzeźbą. Otoczył pustelnię siatką, wybetonował podwórze. Obok jego pustelni stała niewielka kaplica pod wezwaniem Matki Boskiej Niepokalanie Poczętej i szopka dla kóz. Pod lasem znajduje się jeszcze kaplica św. Benedykta. Musiał się wyprowadzić z powodu konfliktu z właścicielką terenu, która żądała od niego ponoć niebotycznej sumy za dzierżawę, pobierała też opłaty od turystów. W drugiej połowie lat 90. XX wieku próbowała w pustelni zamieszkać zakonnica, ale również musiała zrezygnować z powodu konfliktu z właścicielką.
Diabli Kamień znajduje się w Krzesławicach na przysiółku Smykań w gminie Raciechowice. Jednak we wszystkich dotychczasowych przewodnikach kamień ten kojarzony był z miejscowością Szczyrzyc w gminie Jodłownik, zapewne dlatego, że pustelnik związany był z klasztorem w Szczyrzycu. Od czasu wyprowadzenia się pustelnika kapliczka i pustelnia znajdujące się na prywatnym terenie niszczeją. Gminy Raciechowice i Jodłownik czynią starania o przejęcie terenu, by móc właściwie konserwować te obiekty. Wszystko to są obiekty drewniane, wybudowane w 1886 staraniem pustelnika Antoniego Rapa. Prowadzi obok nich małopolski szlak architektury drewnianej.

Niedaleko Łapanowa, gdzie się urodziłem, w Szczyrzycu, jest skała, o której mówi legenda, że zrzucił ją w to miejsce diabeł. Właśnie tam zbudowano mały kościółek, obok którego mieszka pustelnik. Rozmawiałem z nim kilkakrotnie. Podziwiam tę osobę za życie w samotności, siłę woli i mądrość. Od rana do wieczora otacza go cisza. Ma jednak wyraźny cel, który realizuje w 100 procentach. Janusz Kulig.

## Legenda związana z głazem
Z kamieniem związana jest legenda, według której diabeł nie mogąc ścierpieć istniejącego w Szczyrzycu klasztoru nawracającego ludzi od grzechu, porwał wielki kamień, by go zrzucić na klasztor. Było to w 1234 r. Jednak modlitwy zakonników i dźwięk bijących na Anioł Pański dzwonów klasztoru sprawiły, że diabeł stracił moc. Nie mogąc unieść kamienia, upuścił go w lesie, 3 km przed klasztorem. Na ścianach kamienia można podobno dostrzec pięć wgłębień od palców diabła.
Asumptem do powstania legendy były zapewne także fragmenty meteorytu do dziś przechowywane w klasztorze.

## Szlaki turystyczne
– ze Szczyrzyca przez Pogorzany obok Diablego Kamienia na grzbiet łączący Ciecień z Grodziskiem.

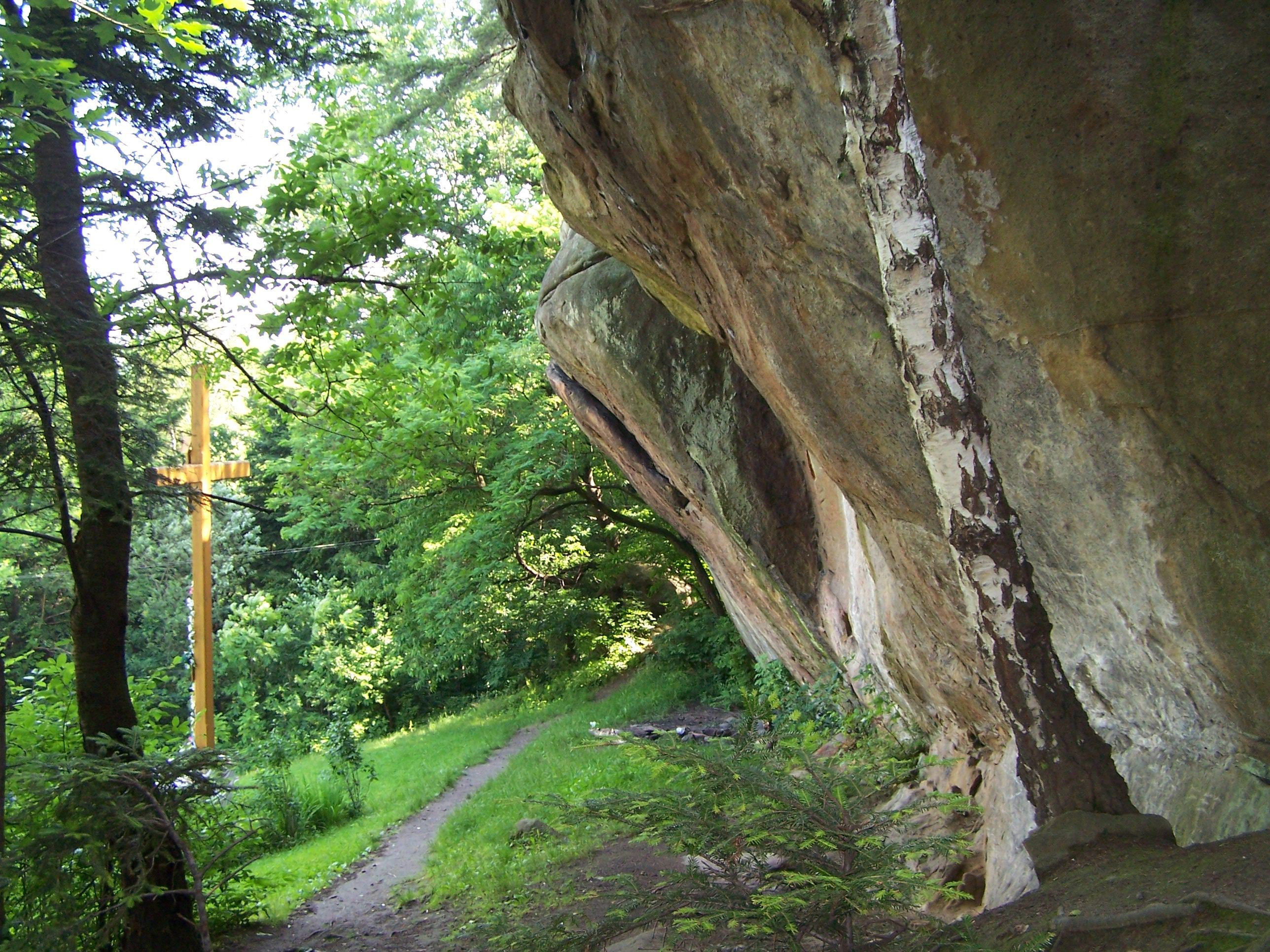
Przechylona ściana głazu
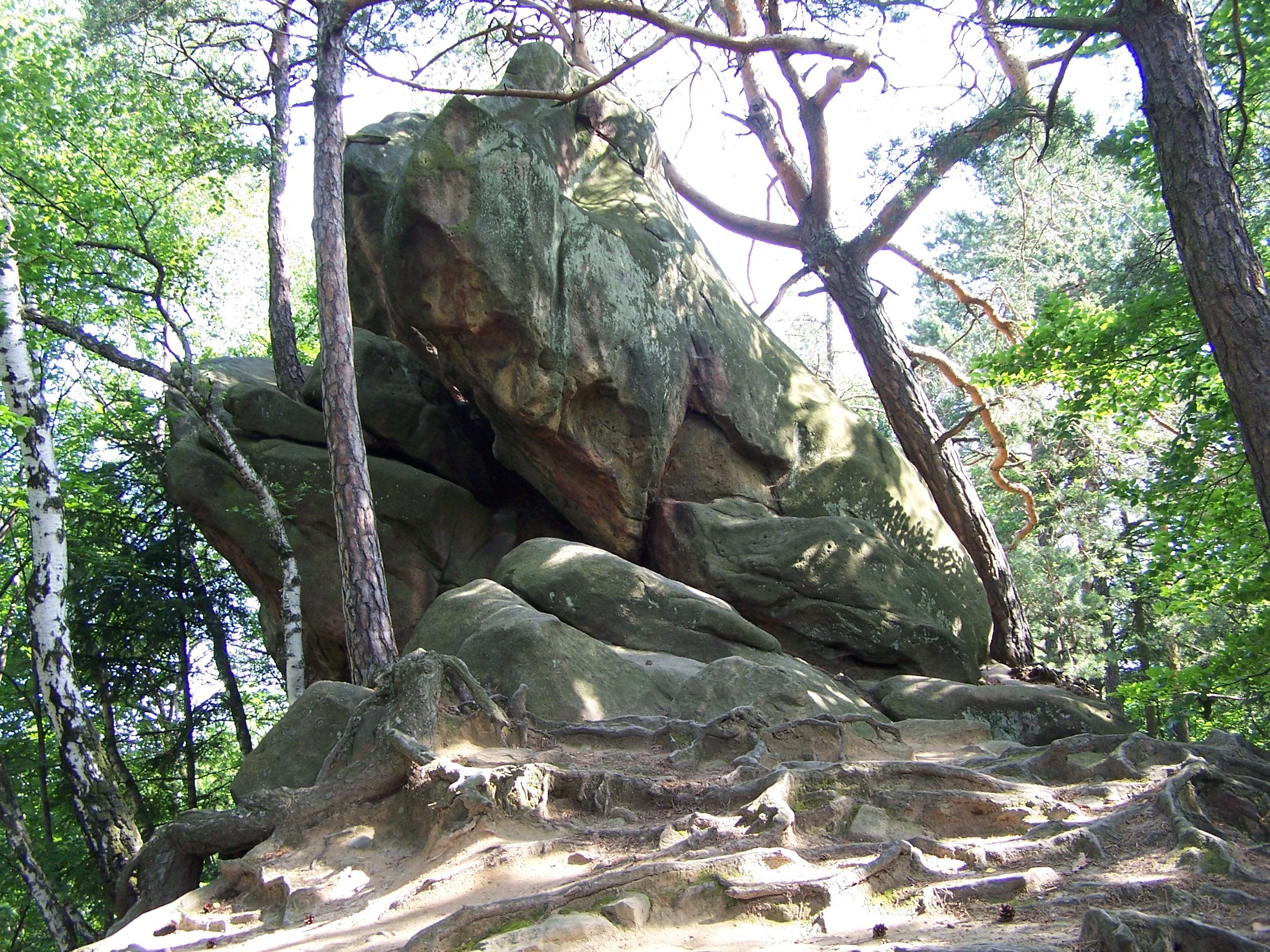
Szczyt głazu
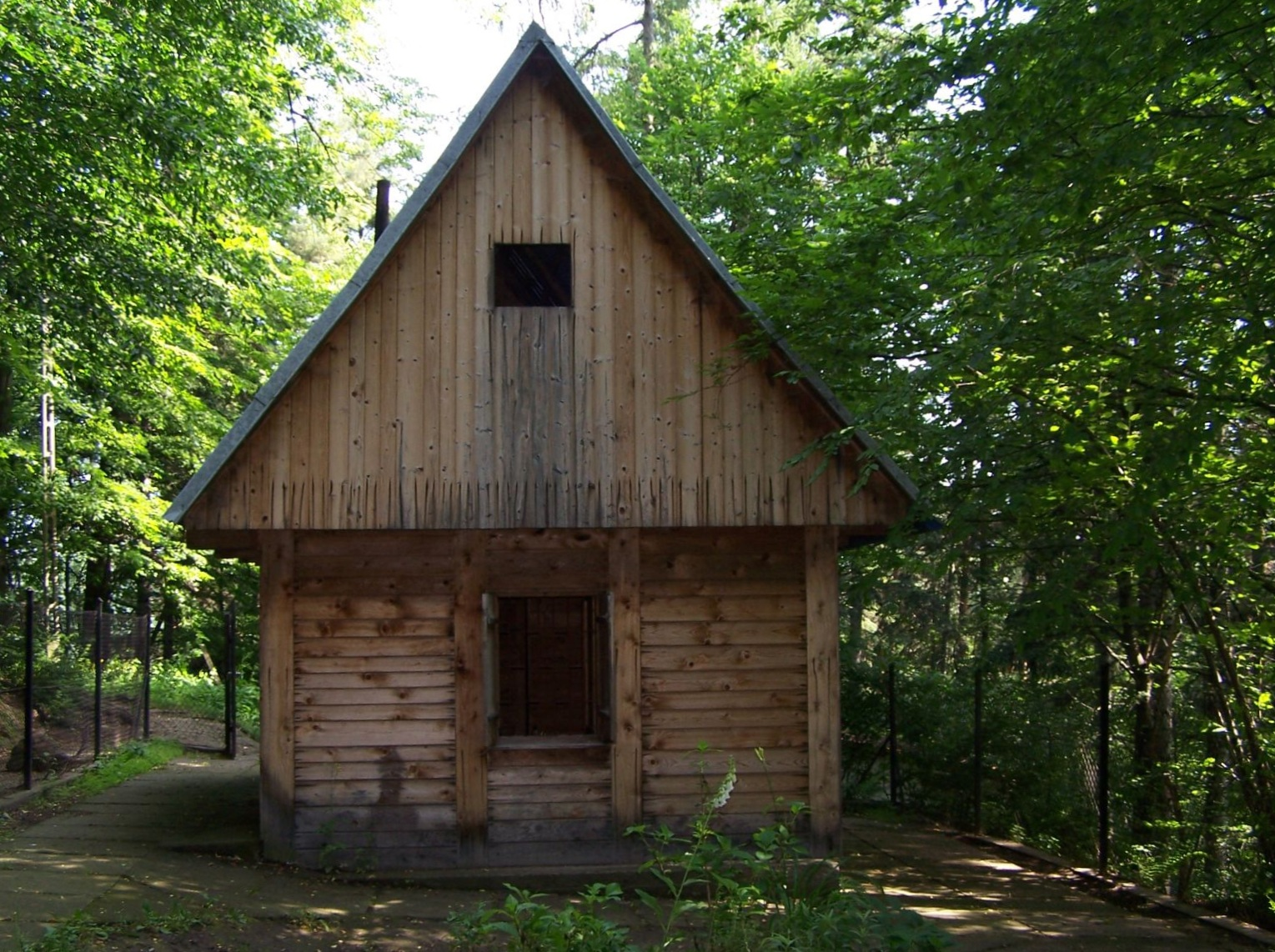
Pustelnia
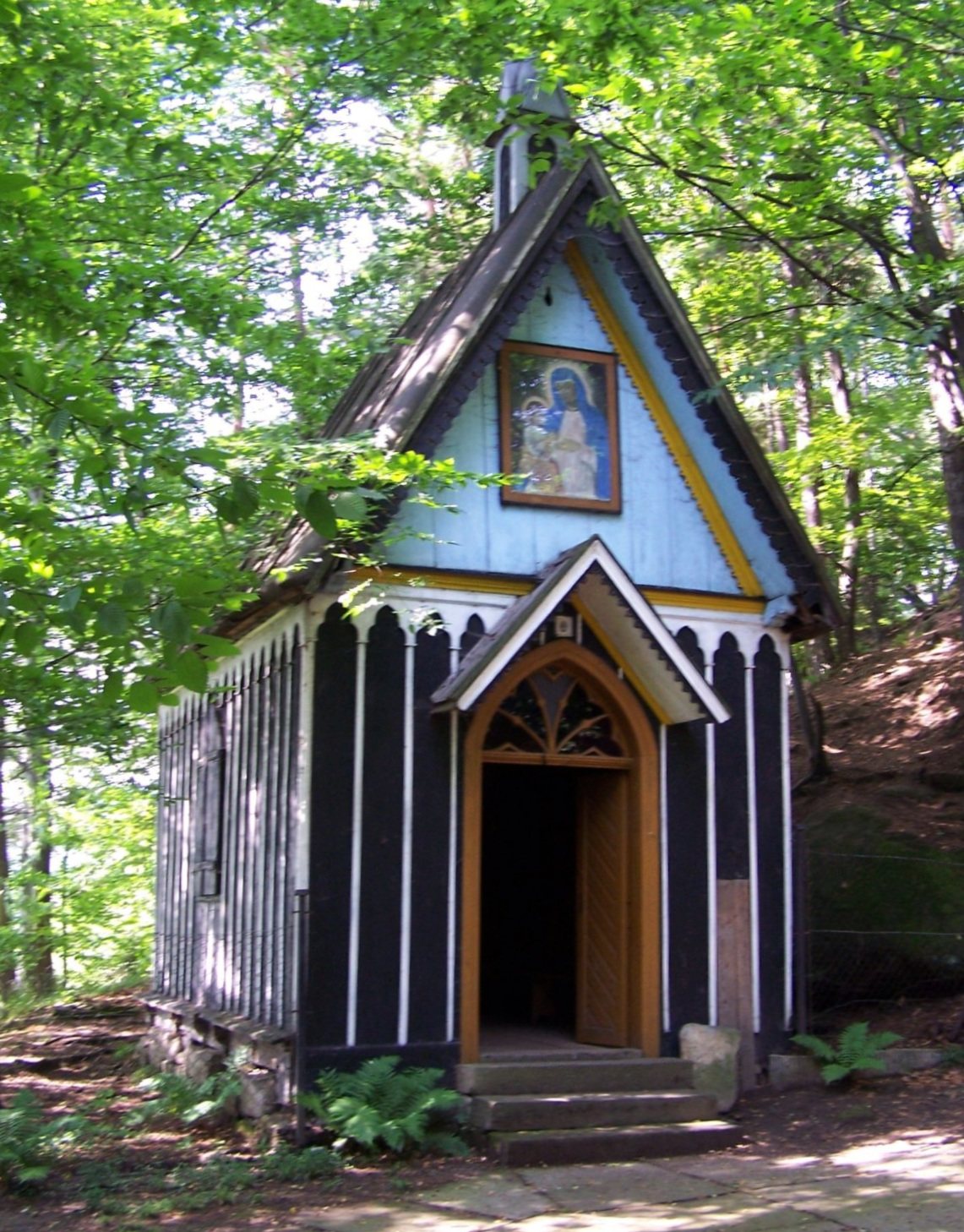
Kapliczka przy Diablim Kamieniu
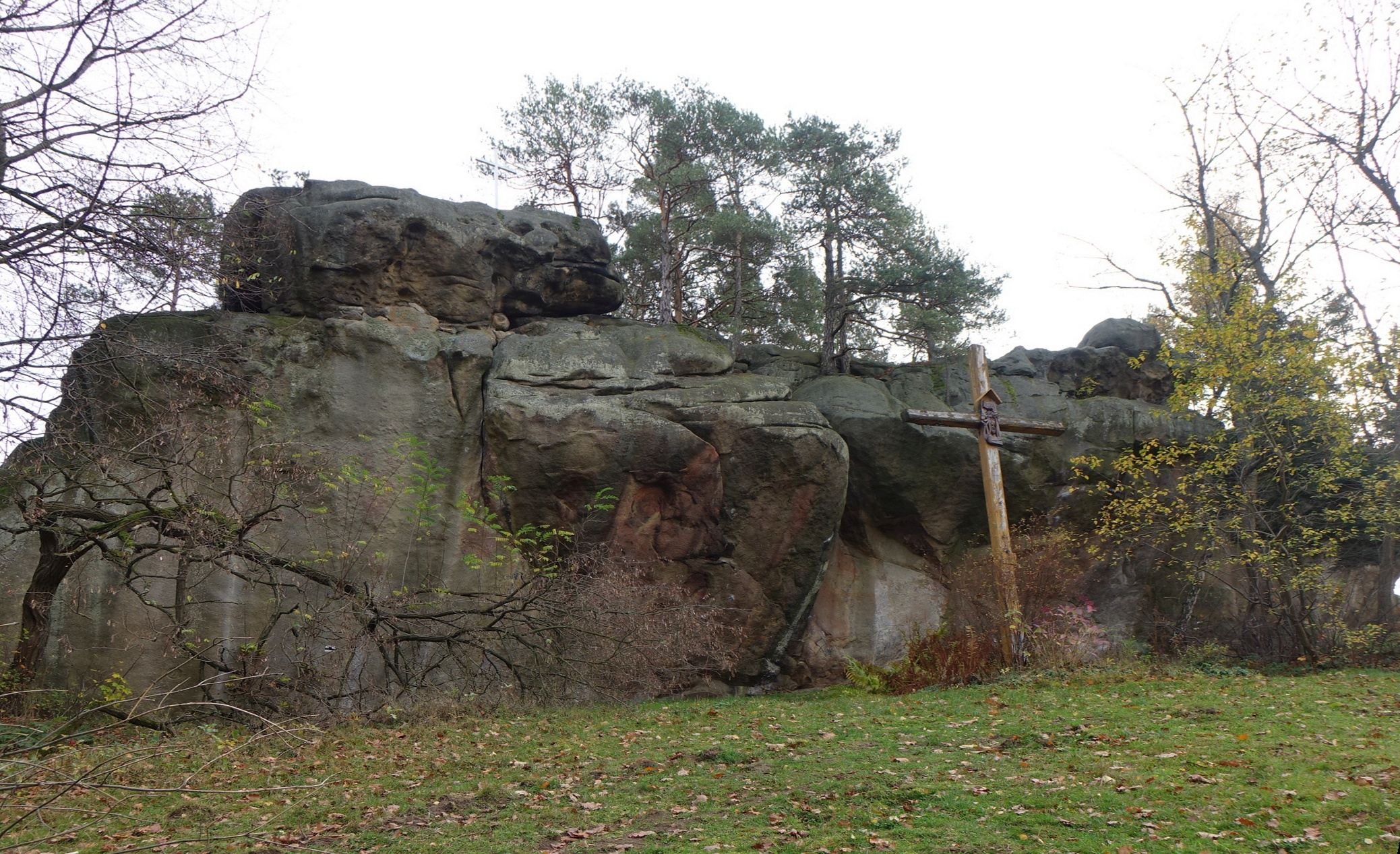
Ściana zachodnia
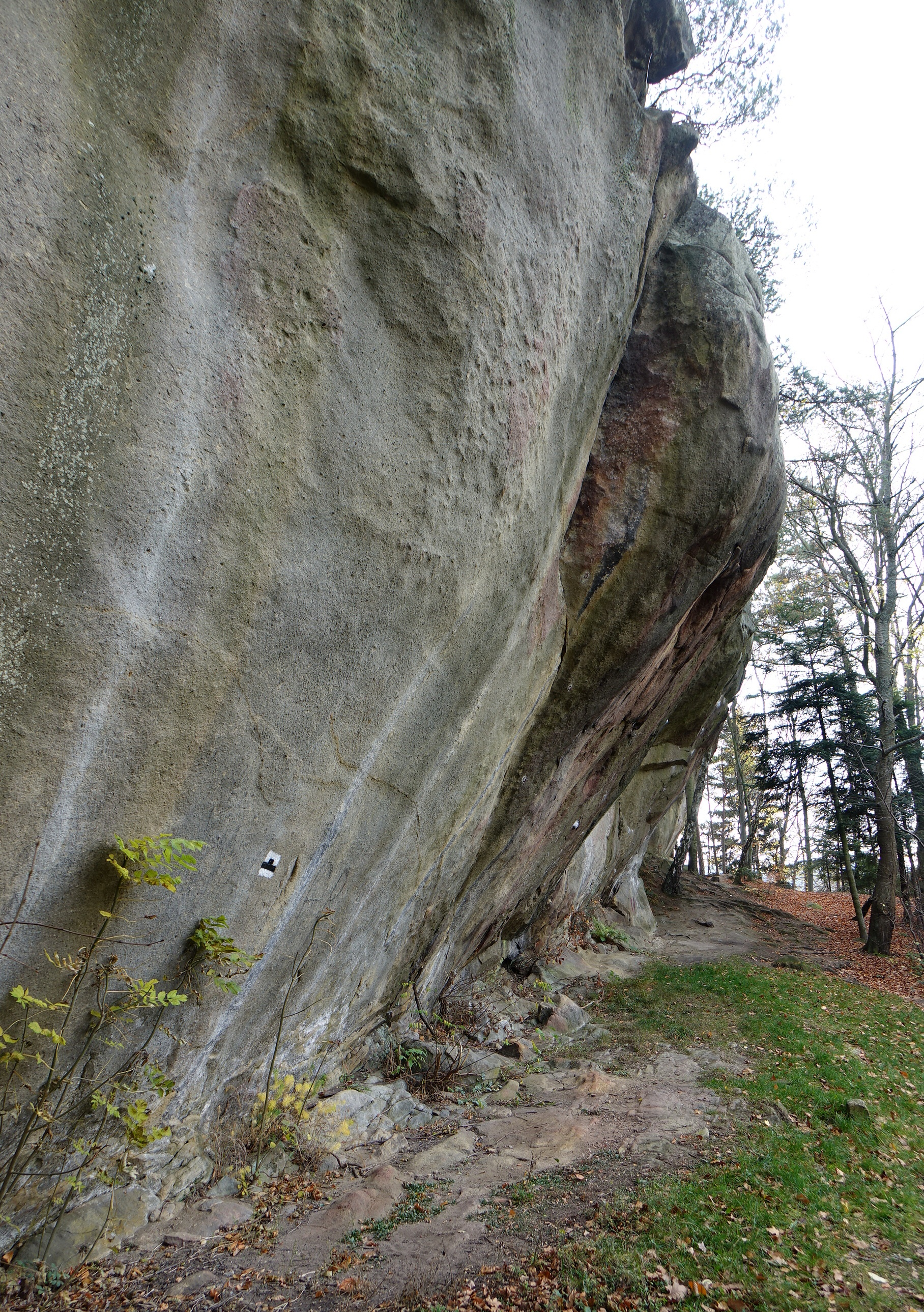
Widok od północy
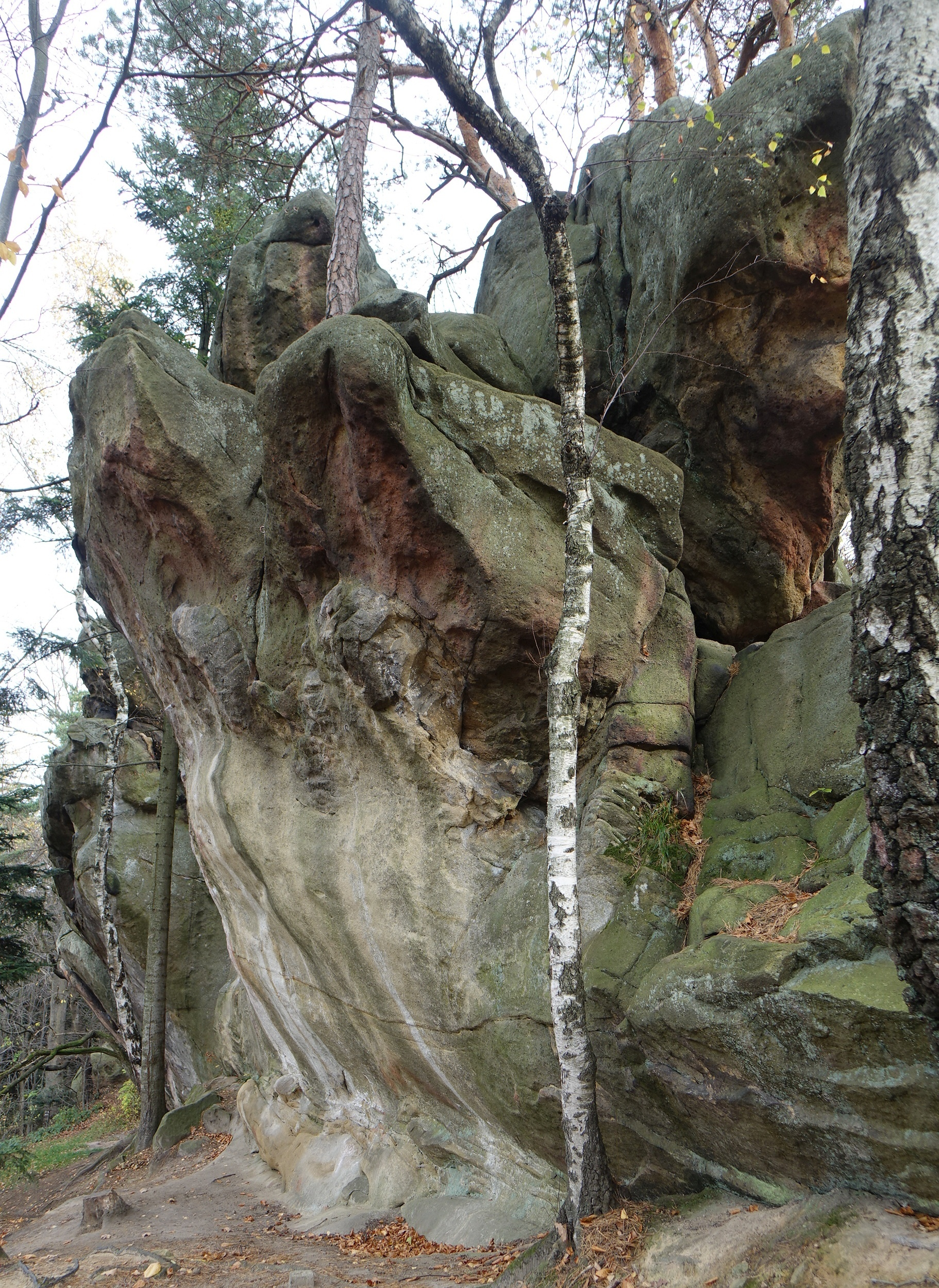
Widok od południa

## Wspinaczka skalna
Wysokość ścian wspinaczkowych przekracza 12 m. 12 dróg wspinaczkowych zostało w pełni ubezpieczonych (większość z nich jest sztuczna), na pozostałych wspinaczka tradycyjna lub bouldering. W sumie jest 35 dróg, większość trudnych (VI do VI.4+w skali polskiej lub 5 do 7c w skali francuskiej). Skała znajduje się na terenie prywatnym i wspinaczka możliwa tylko po uzgodnieniu z właścicielką terenu.

Ściana północna
1. Projekt
2. Projekt otwarty
3. Miłosne przygody opata; VI.4
4. Przygody zmutowanego psa; VI.2
5. Projekt
6. Projekt
7. Projekt otwarty

Ściana zachodnia
1. Pancerna brzoza; VI.3+
2. Niedobór żelaza; VI+
3. Franek; VI
4. Pannonica wprost; VI.2+
5. Pannonica; VI.2
6. Inwazja grzybiarzy; VI.1+
7. Eksmisja pustelnika; VI.1+
8. Parcie korzeniowe; VI.4
9. Zimna wojna; VI.4+
10. Zbójnicki chodnik; VI.4/4+
11. Pies na voditku; VI.3
12. Pogrom; VI.2+
13. Kyrie eleison; VI[5]

Ściana zachodnia (bouldering)
1. El dupa; 6a
2. Bez nazwy; 6b
3. El diablo; 7c
4. Helfire; 6c
5. Borax; 6a
6. Kisses of Sandstone Goddess; 6b+
7. Reksio; 6a
8. Powrót Reksia; 6b
9. Big Bad Dog; 6b+
10. Bez nazwy; 5
11. Jerry; 6a+
12. Bezkamyk; 6b+
13. Asmita; 6c
14. Raga; 7a[5].